# Коневская икона Божией Матери
Коне́вская икона Божией Матери (также Афонская Акафистная, Святогорская, Голубицкая) — почитаемая в Русской православной церкви и Финляндской православной церкви чудотворной икона Богородицы, по преданию, в 1393 году принесённая с Афона в Россию преподобным Арсением Коневским, основателем Коневского Рождество-Богородичного монастыря. В настоящее время находится в Ново-Валаамском монастыре в Финляндии.

## История
В 1393 году икона была получена Арсением Коневским в дар от игумена одной из афонских обителей Иоанна, благословившего его на возвращение в Россию и постройку монастыря в честь Богородицы. В качестве места своего пребывания преподобный Арсений выбрал остров Коневец, где основал монастырь. В новом монастыре икону поместили в соборе Рождества Пресвятой Богородицы, где она находилась до 1581 года, когда по причине нашествия шведов её перенесли в Новгородский Деревяницкий монастырь. В 1595 году иноки вернулись в свою обитель, однако в 1610 году вновь были вынуждены перейти в Деревяницкий монастырь по причине нашествия шведов. В 1799 году по благословению митрополита Новгородского и Санкт-Петербургского Гавриила (Петрова) икона вернулась в Коневский монастырь.
В 1802 году игуменом Коневского монастыря Иларионом была составлена служба в честь Коневской иконы Божией Матери. В 1893 году для неё был изготовлен киот и чеканная серебряная риза.
В 1940 году монастырь вместе с иконой был эвакуирован в местечко Кейтеле в Финляндии. В 1956 году несколько монахов обители переехали в Ново-Валаамский монастырь (Финляндия), взяв с собой чудотворную Коневскую икону. В 1963 году икона была отправлена в Хельсинки, а в 1969 году — в Москву на реставрацию. В 1970 году она была вновь перенесена в Ново-Валаамский монастырь, где находится и в настоящее время.

## Иконография
Коневская икона относится к иконописному типу Одигитрия, но вместо традиционного свитка Иисус Христос держит в левой руке птенца голубя. На обороте иконы помещён образ Спаса Нерукотворного.

## Списки
Списки Коневской иконы, уже прославившиеся чудотворениями, находятся в Коневском монастыре и на Петербургском подворье Коневского монастыря.